# Hyloscirtus colymba
Hyloscirtus colymba is een kikker uit de familie boomkikkers (Hylidae). De soort werd voor het eerst wetenschappelijk beschreven door Dunn in 1839. Oorspronkelijk werd de wetenschappelijke naam Hyla colymba gebruikt. De soort komt voor in Midden-Amerika en wordt met uitsterven bedreigd, onder meer door chytridiomycose. Hyloscirtus colymba is momenteel door de IUCN als bedreigd geclassificeerd.

## Verspreiding en habitat
Hyloscirtus colymba komt voor in delen van Noord-Amerika; in de landen Costa Rica en Panama in regenwouden op een hoogte van 600 tot 1400 meter boven zeeniveau. De populaties in het westelijke gedeelte van het verspreidingsgebied zijn sterk afgenomen en Hyloscirtus colymba is onder meer verdwenen uit de Panamese natuurgebieden Reserva Forestal La Fortuna en Parque Nacional El Copé, of is in ieder geval erg zeldzaam in deze gebieden. In Costa Rica is de soort sinds de jaren tachtig niet meer waargenomen. Door de uitbreiding van chytridiomycose richting Zuid-Amerika loopt ook de populatie in de Darién gevaar en de populatie in de Serranía de Pirre is sinds 2016 afnemend. In 2008 werd in het westen van Panama in Alto de Piedra een nieuwe populatie ontdekt, gevolgd door diverse waarnemingen in Veraguas in de jaren daarna. Vanwege deze ontwikkelingen werd de IUCN-classificatie in 2014 verlaagd van "kritiek" naar "kwetsbaar", maar in 2019 weer verhoogd naar "bedreigd".
Hyloscirtus colymba wordt in gevangenschap gehouden in Gamboa Amphibian Rescue Center, waar de soort met succes wordt gefokt.